# Statua degli imperatori Yan e Huang
La statua degli imperatori Yan e Huang (炎黄二帝巨型塑像S, Yán Huáng èr dì jùxíng sùxiàngP) è una statua colossale scolpita nella roccia di una collina sita a Zhengzhou, nella provincia di Henan, in Cina, che rappresenta i volti degli dèi-antenati Huangdi e Yandi.
Con i suoi 106 metri è la quinta statua più alta del mondo.
La costruzione iniziò nel 1987 e finì nel 2007.